# Edition ch
Die Edition ch ist ein österreichischer Literaturverlag.
Er wurde 1987 von Christine Huber in Wien gegründet. Der Schwerpunkt lag auf visuellen Texten und Einzelblattdrucken in Kartonschachteln. Einige Jahre darauf übernahm Franzobel die Edition und verlegte Bücher von u. a. Ilse Kilic, Liesl Ujvary sowie eine umfangreiche Sammlung visueller Texte („Kritzi Kratzi. Anthologie gegenwärtiger visueller Poesie“).
Im Jahr 1999 übernahm Lisa Spalt die Edition. Sie veröffentlichte nicht nur den ersten Band des Verwicklungsromans von Ilse Kilic und Fritz Widhalm, sondern übernahm für alle folgenden noch erscheinenden Bände dieses Romans die exklusiven Rechte. Weiters erschienen in der Edition ch u. a. Bücher von Christian Steinbacher, Christine Huber und Helmut Schranz sowie eine Anthologie mit experimentellen Thrillern („Nach der Thrillerpfeife“).
2004 gab Lisa Spalt die Edition an Günter Vallaster weiter. Dieser veröffentlichte 2006 u. a. in seiner Reihe raum für notizen eine umfangreiche, Dmitrij Avaliani gewidmete Anthologie gegenwärtiger österreichischer und russischer visueller Poesie („Grenzüberschneidungen. Peresečenija granic. Poesie Visuell Interkulturell“) mit einem Vorwort und Übersetzungen von Juliana W. Kaminskaja und Übersetzungen von Valeri Scherstjanoi. 2010 erschienen in dieser Reihe die Anthologie „Ein Alphabet der Visuellen Poesie“, bei der über 50 Autoren einen Buchstaben nach Wahl visuell-poetisch umsetzten, und die Anthologie „Ein Polylog der Visuellen Poesie“, die als Folgeprojekt der „Grenzüberschneidungen“ 20 Beiträge aus Russland und dem deutschsprachigen Raum enthält. Zudem wurde seit 2004 u. a. Lyrik von Peter Enzinger mit Zeichnungen von Georg Bernsteiner, Lyrik und Kurzprosa von Jörg Zemmler, Prosa von Markus Köhle, Prosa und Zeichnungen von Fritz Widhalm, Lyrik von Walter Pucher mit Grafiken von Martin Burkhardt, ein Band mit Zeichnungen und Texten von elffriede (alias Hanne Römer) und ein Gedichtband von Petra Ganglbauer mit Fotografien von Elisabeth Wörndl veröffentlicht. Auch der Verwicklungsroman von Ilse Kilic und Fritz Widhalm erscheint in biennaler Fortsetzung in der Edition ch.
Lisa Spalt gab von 2004 bis 2006 innerhalb der Edition ch die kleine idiomatische Reihe kiR heraus.
Die Edition ch versteht sich u. a. als Projekt zur Förderung devianter Wahrnehmungsweisen. Zu den Veröffentlichungen gehört demnach auch das Kleine Buch zur Devianz, das unter dem Titel Stellwerk 1 erschienen ist.